# Comité européen de la protection des données
Pour la personnalité européenne désignée par le même sigle qui s'occupe du même sujet, voir Contrôleur européen de la protection des données.
Le Comité européen de la protection des données (CEPD, ou EDPB, de l'anglais European Data Protection Board) est un organisme incorporé indépendant de l'Union européenne (UE) en forme d’une personne juridique dont les objectifs sont de garantir l’application cohérente du règlement général sur la protection des données (RGPD) et de promouvoir la coopération entre les autorités de protection des données de l'Union européenne. Il a été créé le 25 mai 2018 pour remplacer le groupe de travail « Article 29 » sur la protection des données.

## Mandat
Le mandat de l'EDPB lui permet:
- D’adopter des lignes directrices, des recommandations et d’identifier les bonnes pratiques liées à l'interprétation et à l'application du RGPD[1],
- De conseiller la Commission européenne sur toute question liée à la protection des données à caractère personnel dans l'Espace économique européen (EEE),
- D’émettre des avis pour garantir une application cohérente du RGPD par les autorités de contrôle nationales, en particulier sur les décisions ayant des effets transfrontaliers,
- D’agir en tant qu'organe de résolution de litiges lors de litiges entre autorités nationales coopérant dans le cadre d’affaires transfrontalières,
- D’encourager l'élaboration de codes de conduite et de mettre en place des mécanismes de certification dans le domaine de la protection des données,
- De promouvoir la coopération et l'échange efficace d'informations et de bonnes pratiques entre les autorités de contrôle nationales.

## Présidence
Le Comité européen de la protection des données est représenté par son président. Celui-ci est élu parmi ses membres à la majorité simple pour un mandat de cinq ans, renouvelable une fois. La même procédure d'élection et le même mandat s'appliquent aux deux vice-présidents.
Depuis mai 2023, la présidence du Comité est exercée par :
- Anu Talus, présidente du CEPD et directrice de l’autorité finlandaise chargée de la protection des données
- Irene Loizidou Nicolaidou, vice-présidente
- Aleid Wolfsen, vice-président.

## Membres de l’EDPB
Le Comité est composé de représentants des 27 autorités nationales de protection des données des pays membres de l'UE et des 3 autorités nationales de protection des données des pays membre de l'EEE / AELE et du Contrôleur européen de la protection des données (CEPD).